# 円盤皇女ワるきゅーレ
『円盤皇女ワるきゅーレ』（ゆーふぉーぷりんせすワるきゅーレ）は、介錯原作のファンタジー漫画作品。またはこれを原作とするアニメ作品シリーズの一作目タイトルおよびシリーズタイトル。『月刊少年ガンガン』（スクウェア・エニックス刊）にて2002年3月号から2007年9月号まで連載された。単行本はガンガンコミックスより全11巻で刊行。4度にわたってアニメ化されており、アニメでは原作から離れての独自のストーリー展開を見せている。

## あらすじ
地球で宇宙人の存在が珍しくなくなって、数年が経っていた。
ある日、時の湯の清掃をしていた高校生の時野和人はUFO墜落事故に遭遇する。時の湯を直撃したのはヴァルハラ星からやってきた高貴なプリンセス、ワルキューレのUFOだった。ワルキューレは墜落に巻き込まれた和人を救うため自らの魂を分け与えたために幼児化してしまう。
幼児化したワルキューレ（わるきゅーれ）に、幼馴染の七村秋菜、侍女長の真田さんや同じくヴァルハラ星プリンセスのハイドラも加わってのドタバタコメディ。

## 登場人物
※ 「声」はテレビアニメ版における担当声優。

### 時の湯
はるかな太古よりヴァルハラ皇家が禊に使った「聖なる禊の（温）泉」を今に伝える、伝統の銭湯。しかし現代ではその事実は時の流れに押し流され、存在を知る者は皇家でも僅か。時の湯の運営者である兄妹すら知らなかった事実だった。
アニメ版ではヴァルハラ星とは関係のないごく普通の銭湯であり、名称も「時乃湯」となっている。
ワルキューレ
声 - 緒方恵美
本作の主人公。18歳。1984年9月26日生まれ。身長168cm。ヴァルハラ星8大皇女の一人。ヴァルハラ星の神器「刻の鍵」の継承者で白き皇女（白のワルキューレ）とも呼ばれる。
優れた戦闘能力を持ち、剣（刻の鍵）を使った攻撃や粒子を集めて作り出す盾で、様々な相手と対等に戦える。学業も優秀で、大学時代に作成した研究レポートは近隣惑星の学識者が称賛するほど。ただ、料理の腕前はかなり悪い。淑やかで優しい性格と天女のような美しい姿から、学園惑星時代の同級生だけでなく、下級生からも憧れの的であった。純白のタイツに身を包み、肌を露出しているのは頭部のみである。
政略結婚させられることが嫌で、故郷を飛び出し地球へ逃げてきたが、時の湯の上に愛機のUFO（この作品で言うUFOは未確認飛行物体の事ではなく、無制限力場軌道船のこと。Unlimited Force Orbiter の略語。そもそも所属がヴァルハラ星皇家と確認できるため「未確認」ではありえない）アルヴァク号ごと落下して和人を死なせてしまう。その時、和人に魂の半分を分け与え、8歳の子供の姿にパワーダウン。以後時の湯に居候している。
和人とキスをすることで一時的にだが本来の姿に戻ることが可能。アニメ版での変身シーンは、帽子と胸の宝玉以外の服装がなくなって裸体になった状態から、8歳の身体から18歳の身体に戻った後、白のタイツを纏うというもの。アニメ第1期での背景は最初は青だったが、後に桃色に変更。
原作版では幼少時に出会っていた和人と「時の湯に入らせてもらうこと」「和人の暮らしや町の様々な事を教えてもらうこと」「そのために、和人と一緒に力を合わせて時の湯をずっと繁盛させること」を約束している。だが、和人の最初の死により魂を分け与えた事や、その直接のきっかけが自分にあること、それに関わる様々な事情を「ヴァルハラ皇女としての重責に対して障害となる」と判断したメームによって、和人に関する記憶を奪われている。和人に対して思いを寄せている理由は「魂を同じくする者」である他に「初めて皇女ではない、一人の女の子として自分を見てくれた人」という意識があるためである。最終回においてワルキューレ、わるQ、ちびQの3人に分かれる。
アニメでは第3期シリーズ終了時にワルキューレとワるきゅーレに完全に分かれる。
ワるきゅーレ
声 - 望月久代
8歳。身長120cm。ワルキューレのパワーダウンした姿。外見だけではなく思考までもが子供になっており、本来の力が使えない。
聡明で思慮深かった本来の姿とは違い、自分本位な性格で、いつも問題を引き起こすトラブルメーカーだが、天真爛漫で悪気は全く無い。魂を分けたこともあって和人には特別な感情を持っており、和人とキスすることで一時的だが本来の姿に戻れる。一人称は「ワルちゃん」で、周りからは「ワルQ（わるきゅー）」とも呼ばれている。なお、漫画では「わるきゅーれ」と表記される。「少女ガンガン」という少女誌の愛読者。
和人が死亡するたびに魂を分け与え続けた為、自らの魂を維持できなくなり消滅（ただし、その和人の死亡原因のほとんどがワるきゅーレに端を発するものであるため、ある意味では自業自得と言えなくもない）。その寸前に和人との「約束」の詳細を思い出し、同時に自らの望んだ約束の実行が果たされたことを悟る。そして和人の腕の中で幸せな思いを抱いて消えていった。しかし、最終回にちびQから成長したワルキューレから分裂して再登場している。
ちびQ
漫画版にのみ登場する、ワルキューレの第3形態。和人の魂の中に残る「ワルキューレの魂」から再構成されて生まれた存在。言葉はしゃべれないが、好奇心旺盛。体が小さい分ワルQよりも危なっかしい。小さいながらも「時の鍵」の力を行使でき、対象物体の時間を巻き戻すことができる。なお、真田さんからは「ちび（ミニ）姫さま」などと呼ばれる。
最終的に「時の鍵」を偶発的に自らと和人に使い、ワルキューレ（ただし記憶はワルキューレだが、身体はワルQとワルキューレの中間ほどの年齢）へとその身を戻すことに成功する。しかし、その代償として自分と和人の思い出を互いに失うことになる（和人の焚いた風呂で記憶を取り戻すも、ヴァルハラ星の危機と和人の記憶の喪失による事情を慮り、自ら記憶を取り戻さないふりをして地球を離れた。そして記憶を取り戻した和人と再会した後、自らと和人との愛の力により真の「白き皇女ワルキューレ」へと復活する）。最終回にワルキューレから分裂して復活。
時野 和人（ときの かずと）
声 - 鈴村健一
本作のもう一人の主人公。17歳。1985年7月23日生まれ。身長165cm。高校2年生にして、亡き祖父が経営していた銭湯「時の湯」を受け継いで妹・リカと2人で経営する責任者だが、主に湯沸しや清掃などを担当し、番台にはあまり座らない。両親は宇宙に出て働くエリート社員であり、現在は離れて暮らしている。基本的に本作は彼の視点で描かれている。
幼い頃、祖父と、その知り合いの連れてきた幼い少女に自分が銭湯を継ぎ、時の湯を守る事を約束。これを頑固に守り続けているため、銭湯の存続に関する話題に対しては、融通が利かない。そのため、時の湯の存続に否定的な両親とは、この点についてのみ折り合いがよくない。ただ、この約束をした「少女」に関してはある事情から記憶が曖昧になっている。
誰にでも優しい純粋な性格（だが、ここぞという時は譲らない頑固者でもある）だが、とにかく運が悪い。ワルキューレの事故によって死亡するが、ワルキューレに魂の半分を分け与えられて生き返る。以来トラブルに巻き込まれて死んではワルキューレに生き返らされている。
原作ではほぼ一話に一回の割合で死亡しまくっては生き返る為、すっかり定番のオチになっている（アニメ版ではこの設定はない）。原作の単行本の表紙（カバーを外した中）には「公式死亡回数」がカウントされている。カバー裏には実際にはあったがカウントされていない、通称シークレット死もある時がある。
幼いころに約束した「少女」とは、実は他ならぬワルキューレ本人。そして、この約束をした際に浮かれて時の湯の屋根から空に飛んだワルキューレを追いかけようとして屋根から落ち、死亡してしまう。そして、この時に初めてワルキューレから魂の半分を分けられている。この事実と本編内の連続死亡がたたり、知らず知らずのうちにワルキューレの魂を酷使した末に、彼女の存亡の危機を招く。ただし、同時にこの事が原作漫画本編におけるわるQ消滅後にちびQを生み出す結果を招き、ワルキューレ復活への道筋を見出すこととなる。ワルキューレ復活後は一時、彼女に関する記憶を失っていたが、自ら記憶を取り戻してワルキューレの危機に馳せ参じ、彼女を助けて崩壊する宇宙を見事に立て直す勇者となる。原作第1部最終回（本来の最終話前）およびアニメ版第1期最終話でワルキューレと結婚。ただし、その扱いは原作とアニメでは大きく変わり、原作では和人とワルキューレの強い想いが生み出した結果としての結婚（そして、二人がその結果を自らの選び取ったものとしてきちんと理解しているもの）であるのに対し、アニメ版では半ば（メームの企みによる）勢いに押された形での結婚となっており、また、寸前であるトラブルが起こったため本来の式直前で中断という、かなり中途半端な結果となっている。

時野 リカ（ときの リカ）
声 - 南央美
和人の妹。中学3年生。15歳。1987年12月2日生まれ。身長153cm。将来の夢は「いい大学に入っていい会社に入り、両親のように宇宙で活躍できる人になること」と語る、冷静沈着なしっかり者。良くも悪くも金銭欲な面もある。マイペースなボケ者ばかりの登場人物の中では、ほぼ唯一とも言える良識派で、無敵のツッコミスト。
「受験勉強で大変だから」とか言いながらも、状況を楽しんでいる節もある。普段は和人が銭湯を経営し続けることに反対しているようだが、本心では和人が自分の生きがいたる銭湯経営を続けられるのなら何でもするつもりでいる。時の湯の経理を担当。
夢のことだけはあり成績は優秀。学園惑星から幾度となく特待生として迎え入れたいとの打診があるが（ウラにイナルバの思惑もあるのだが）実際には兄を一人にできず「自分らしくがんばる」ために、この話を蹴っている。
漫画版とアニメ版ではかけている丸眼鏡の大きさが異なっており、前者は大きく（しかもド近眼らしい）、後者は小さい（少しぼけている程度）。
アニメ版第3期にてイナルバと対決。自らのツッコミでおしおき時空を消去した。そのためイナルバから「我が妹」と呼ばれ、自らの後継者として見込まれてしまっている。
真田さん（さなださん）
声 - 田中理恵
推定年齢22歳（アニメ版の設定で、原作では後述の事情のためワルキューレよりも年下の可能性がある）。2月10日生まれ。身長170cm。ワルキューレのUFOに潜り込んでついてきた、ヴァルハラ皇家の侍女長であるネコミミメイド星人。上級メイド養成学校「猫の穴」出身者で軍隊・特殊部隊ばりの訓練を受けており、ワルキューレに仕えたい一心でその過酷な訓練に耐えた。血統書つきであるらしい。侍女長の肩書を持っているが、単身で地球にやってきた。部下としてる侍女達は、近所の地球人の女性達を「ネコミミ光線銃」により改造・洗脳したものである。「全地球人ネコミミメイド化計画」なるものを進めていたが、七村秋菜との戦いでネコミミ光線銃を失い中断している。
まだ人の姿でもない幼い頃、川岸に捨てられていたのをネコミミメイド星を姉達と共に訪問中だったワルキューレに救われ、ワルキューレの侍女になる事を決意する（ネコミミメイド星人は他星の人類よりも早熟で、特に幼年期における年のとり方は加速度的である）。とにかくワルキューレの事が好きでワルキューレのためになら何でもする暴走キャラかつトラブルメーカーでワルキューレの家出の手引きをしたのも彼女。アニメ版では、本来はヴァルハラ皇家全体の侍女長であるが、ほとんどワルキューレのことしか考えていないとされる。漫画版では純粋にワルキューレ（白の皇家）付きの侍女長であり、他の皇女たちにもそれぞれに侍女長がついているとされている。
戦闘時はバズーカ砲を使用する。その他にもあらゆる武器を備えている模様。改造した地球人を配下としても使役し、その一部は時の湯で働いている。
原作漫画版ではたった1話だけではあるものの、ライバルキャラとしてイヌミミメイドの古代さんという人物が登場している。
アニメ版第3期ではある理由から変装して「猫耳頭巾」と名乗って行動した事もあった。
侍女部隊　
真田によってネコミミ光線を浴びせられ、「ネコミミメイド」に改造されてしまった地球人の女性達。和人と言葉を交わしたという理由だけで改造された被害者と言えるが、改造と同時に洗脳されており真田に従順である。
時の湯での労働は無給奉仕であるため、ほぼ全員が時の湯の労働やヴァルハラの侍女（真田さんの部下）としての活動以外の本業を持っている。
以下の4名は特に登場頻度の高い面々で、名前が判明したのは茎子、優子、愛子の3人がアニメ版第1期と第2期の間に発売されたドラマCD、映子のみアニメ版第2期で判明している。真田からは「侍女A・B・C・D」とコードネームでしか呼んでもらえず、「ひっど〜い！」と返すのが定番となっている。
苑田 茎子（そのだ けいこ）
声 - 桃井はるこ
女子高生。通行中に和人と肩がぶつかってしまったために洗脳・改造されてしまった。
大瀬 優子（おおせ ゆうこ）
声 - 比佐廉
OLの女性。4人の中では唯一改造の経緯が不明。会社では人間関係に苦労している。
脇谷 愛子（わきや あいこ）
声 - 中原麻衣
お嬢様風の少女。犬の散歩中に和人と言葉を交わしたために洗脳・改造されてしまった。
安藤 映子（あんどう えいこ）
声 - 加藤奈々絵
書店の店員の女性。和人が本を購入する際に言葉を交わしたために洗脳・改造されてしまった。

### 七狐神社
七村 秋菜（ななむら あきな）
声 - 千葉紗子
本作のサブヒロイン。和人の幼馴染で、自宅・七狐神社の巫女。17歳。1985年8月31日生まれ。身長163cm。
和人の事が好きだが、彼の前では意地を張ってしまい、なかなか想いを伝えられないでいる。貧乳にコンプレックスがある。普段は生真面目な性格だが、和人が関わると暴走気味になり、どんな状況であろうと口よりも先に手が出てしまうドツき役。ワるきゅーレへの嫉妬から、和人をロリコン呼ばわりすることもある。アニメ版では和人が子供の姿になった際にはショタコン気味となった。
実は全日本巫女選手権優勝者で、除霊などを得意とする。戦闘能力はかなり高く、主に符を使った術を得意とする。その姿は巫女というより陰陽師のよう。巫女能力のトータルバランスは全ジャンルにおいて最強を誇り、全国の巫女たちから羨望の眼差しを受けるスーパーバランスファイターとも言える。
原作では、かつて「はいだら」を封じた8人の巫女の血を連ねる八家の一族「七村」の末裔。また、普段は短髪だが、髪を伸ばせばワルキューレとまったく同じ髪形になる。これは対抗ヒロインとしての作者の配慮であり、また彼女の血筋に秘められた大いなる秘密を示す事象でもある。実は一族を遡れば、ヴァルハラ皇家に連なる血統をも持つため、原作最終回間近では、宇宙の危機を回避するために「喪われし4つの月の皇女」の魂魄を身の内に呼び込み、彼女らの名代として他の皇女たちと連携し、ヴァルハラ12皇女による「皇女聖歌」を完成させた。
意地っ張りが災いして、幼いころに和人を一度、自身も知らず知らずのうちにフッている。和人はその直後にワルキューレと会って、秋菜にフラれた事で出来てしまった心の傷を癒されており、将来につながる約束をしているため、和人が彼女に振り向く可能性は皆無である。
ハイドラ
声 - 西村ちなみ
1984年3月13日生まれ。18歳。身長172cm。ヴァルハラ星8大皇女の一人。破壊の力を司る黒き皇女で、黒のワルキューレとも呼ばれる。
姫君でありながらも江戸っ子風で、1人称が「俺」のワイルドな性格。戦闘時には炎（漫画版ではプラズマや電光）が全身を包む。アニメ版ではユニコーンに変身したり、分身の術を行ったりする描写がある。光を溜めて巨大なエネルギー弾を放つ技も持っている。学園惑星時代は、淑やかなワルキューレとは対照的に、クールでボーイッシュな姿が他の生徒たちを魅了し、彼女と人気を二分していた。
ワルキューレが逃げたせいで代わりに政略結婚させられそうになり、ワルキューレを追って地球へやってきた際、七狐神社へ墜落した。ワルキューレを連れ戻そうと戦いを挑むも、隙をつかれて秋菜に神物たる「超封印のお札」を貼られ能力を封印。それにより、ワルキューレと同じく8歳の子供の姿になり、自慢の巨乳も平らになるが、精神年齢は子供にならず元のまま。以降は、七狐神社に居候するようになった。
秋菜に封印を解除される事で一時的に元の姿に戻れる。アニメ版で描かれた変身シーンは、ワルキューレのように裸にはならず、成長と共に服のサイズも変化するというもの。ただし、基本コスチューム以外で変身した場合、その服装のサイズは変化しない為、窮屈になってしまうことが、第1期第8話で描かれた。
体が小さくなった姿は学生時代の、特に同級生には絶対見せないようにしている。たとえ一人でも見られるとすぐに噂が広まり、それまでの自分の人気や信用がガタ落ちしてしまうのを恐れているからである。
原作漫画では自らの力の半身である「はいだら」こと九頭竜（ヒュドラ）を取り込み、破壊の能力として行使することができるようになった。また、原作最終回寸前において秋菜を好きになってしまうが完全に無視される。
アニメ版第2期以降は町内の「こども剣道道場」に通い、剣の手解きを受けている。
アキドラ
声 - 千葉紗子、西村ちなみ
アニメ版第2期に登場。秋菜とハイドラが合体した最強超女。秋菜の巫女の力とハイドラのヴァルハラ皇女の力を併せ持つ。2人の顔つきや服装（秋菜の場合は巫女服）が反映されており、乳房に関しては、秋菜よりは大きく、ハイドラよりは小さい。ゴーストに対抗するための修業中の秋菜が結界内でハイドラとケンカしたことから生じたアンチ友情パワーにより合体可能となった。2人がケンカを行う（基本的に秋菜がハイドラの大切にしている物を壊す）ことで、互いの右手が光り、その右手をアキドラタッチやアキドラクロスといった合体コールと共に右手を合わせることで合体を行う。合体中、2人が仲良くなると、合体が解除される。初登場回の第9話では、学校の生徒たちから憧れの的にもなった。

### 白い三連星
二頭身の人型宇宙人にして元傭兵。「流星のシロッケンハイム」「雷鳴のマルドゥーク」「疾風のミョーレンバッハ」と呼ばれ、3人併せて「白い三連星」と称されて、全宇宙にその名を轟かせていた。原作では、その活躍が周囲の証言を元に何度もメディア化されており、有名俳優が演じていると設定されている。
シロ
声 - 西前忠久
ワるきゅーレにペット扱いされている犬型に見える宇宙人。本名はシロッケンハイム。その凄腕から「戦場の悪魔」と呼ばれる。本来の姿は見た目は格好いいのだが、呪いがかけられている上に元々女癖が悪く、その片鱗すら普段は見えない。本来の姿ではリカに惚れられている。メームとは古くからの友人。
丸（マル）
声 - 桃井はるこ
時の湯の常連の宇宙人。シロとは旧知の間柄。本名はマルドゥーク。射撃の名手で、ライフルによる狙撃から拳銃による早撃ちまで、およそ銃と名のつくものに関しての扱いは誰にも負けない。
妙（ミョー）
声 - 加藤奈々絵
時の湯の常連の宇宙人。シロとは旧知の間柄。本名はミョーレンバッハ。剣術の達人で一対多数を相手にしても神速の剣捌きをもって相手を圧倒する。アニメ版では5秒間だけ巨大化する能力を持っている。

### ヴァルハラ皇家
ライネ
声 - 飯塚雅弓
5月27日生まれ。身長152cm。ヴァルハラ星8大皇女の一人。朱き皇女と呼ばれる。
ワルキューレを姉と慕い、ワルキューレを追って地球にやってきた。自己中心的かつマイペースな性格で、多少の騒動では物怖じせず、目的の為には手段を選ばない。彼女もいわゆるトラブルメーカー的存在。変身能力を持つが、身の丈以上の存在には変身ができない。コーラスとは学園惑星で同級生であり旧知の間柄であった。なお8大皇女で一番の巨乳であり、それがコンプレックスでもある。
「禁断の恋」に憧れており、当初はワルキューレに対して淡い恋心を持っていたようであるが、初めて地球に来て以降はその認識を改め、「大好きなお姉様（ワルキューレ）の愛する人との恋」こそが「禁断の恋」であると解釈し、和人に惚れることになる。
アニメ版では唯一イナルバのおしおき時空が全く効かないキャラクターである。
その後、原作漫画においては変身能力が完全覚醒し、宇宙規模の巨人要塞にまで変身できるようになる。またアニメ版第3期では、あるトラブルにより風呂をゲートとした時間移動能力を持つことになり、それが過去の自分自身（幼少時と学園惑星在学時のライネ）にも同時覚醒してしまった。
コーラス
声 - 桑島法子
ヴァルハラ星8大皇女の一人。水色のワルキューレと呼ばれる機械の身体を持つ水色の皇女。一人称は「ボク」。原作ではヴァルハラの完全無人艦隊を操作する役目を担っている為、その中枢たる最深部から離れられない。それ故、代わりに動いてもらう為のアンドロイドのコーラスがいる。ライネとは幼馴染で、中等部のルームメイト。
虚言癖・妄想癖が強く、いつも不可解な行動をとっているが、実は物事をしっかり考えている。人の思念を電波の如く受信出来る鋭敏な感受性を持ち、アニメ版第2期では重要な役割を担っている。普段はリカの部屋の押し入れにいるらしい。自爆で和人を救ったりもしている。原作ではとかく自爆傾向が強く、和人を巻き添えにすることが多い。または事在る毎にどこからともなく出現（ロッカーから出現する事もあった）し、謎の助言や助力を行ったりする。実は皇女で唯一、巨乳ではない。
メーム
声 - 篠原恵美
ヴァルハラ星8大皇女の長。他の皇女達からも姉と慕われている紫の皇女。
極めて奥ゆかしい物腰をしており、秋菜の封印をいとも容易く解除するなど、凄まじい力の持ち主である事がうかがえる。リカから「おば様」と呼ばれると怒り、「お姉様」と言い直させる。
原作漫画では時の湯がヴァルハラの歴代皇女がつかり続けた「禊の泉」である事を知る、数少ない人物。さらにはかつての和人の転落事故に居合わせ、和人とワルキューレの本当の関係を知る唯一の人物でもある。
ファム
声 - 門脇舞
ヴァルハラ星8大皇女の一人で桃色の皇女。学園惑星ではワルキューレとハイドラの同期生。
第3期で、和人と秋菜の学校に講師としてやってきた。眼鏡に対して特別な執着を持っている。
ネスティー
声 - 浅川悠
ヴァルハラ星8大皇女の一人。ヴァルハラ宇宙艦隊を率い、宇宙の秩序を守るために戦っている緑の皇女。宇宙海賊たちからは「ヴァルハラの魔女」、若しくは「死神」と恐れられている。白い三連星とはかつての戦役で共に背中を預けあった戦友である。
イナルバ
声 - 井上喜久子
ヴァルハラ星8大皇女の一人。空間操作能力を持つ法典の守護者。「おしおき時空」（漫画版では「裁きの右手（ジャッジメント・ガントレット）」）を得意技とする黄の皇女。
原作漫画版では「戦死者の広間」という彼女特有の空間世界を形成することが出来、その世界は現実世界とは完全に切り離され、如何なる事象であってもイナルバの思うがままとなる。それによって本来、和人とのキスによってしか元に戻れないはずのワルキューレを、元の大人の姿に時間無制限で戻して見せた。ただしその際、ワルキューレとハイドラの真っ向勝負によって発生する絶大な力の放出に、空間が崩壊しかけるという事態も起こった。

### 八人の巫女
漫画版に登場する「はいだら」を封じた八巫女の末裔。ひよっ子二人以外は、それぞれ特化した優れた能力を持つ。うち数名は秋菜が優勝した「全日本巫女選手権」の常連出場者でありタイトルランカー。ハイドラいわく「地球のワルキューレみたいなもの」である。なお、メンバーのうち千羽、雛子、那己（および瑠魅）は過去の作品（『神無月の巫女』、『鋼鉄天使くるみ』）に出てきたヒロインがモチーフになっている。
一ノ宮 千羽（いちのみや せんば）
乙橘温泉の仲居。温泉のある里の主神官で、人々の信仰を集める。「はいだら」の社の守人。巫女としての能力にはまだ目覚めていないひよっ子。そのため秋菜に憧れている。モチーフは『神無月の巫女』の姫宮千歌音。
二条 雛子（にじょう ひなこ）
千羽と同じく乙橘温泉の仲居。温泉のある里の副神官で千羽の補佐を勤める。巫女としての能力は非常に弱いひよっ子。秋菜に憧れているドジっ娘。モチーフは『神無月の巫女』の来栖川姫子。
三神楽 那己（みかぐら なこ）
傀儡の術を伝える一族の末裔。その絡みでロボット工学にも造詣が深く、両者の技術を融合させた絶対人形を創造・使役する。しかし、科学と巫女能力の融合という考え方は他の同業者の理解を得ることができず、業界からは異端扱いされ除名の憂き目を見ている。モチーフは『鋼鉄天使くるみ2式』の神維那己。
瑠魅（るみ）
那子が創造・使役する絶対人形。空を飛び、強力・格闘能力をもって主をサポートする。モチーフは『鋼鉄天使くるみ』のくるみ。

四十塚 澪奈（よとづか みな）
星読み（占星術を伴う予知）を得意とし、その力をもって政財界に強い影響力を持つ、四十塚一族の末裔。そのため、莫大な資産を持つお嬢様でもある。全日本巫女選手権三位の実力者。
五月女 縁（さつきめ えにし）
霊力による金剛力（怪力）を誇る巫女。俗世間にどっぷりつかり、チューインガムを愛食の上、趣味同然のバイク移動という半分パンクな巫女だが、その分誰にも何も言わせないために修行は誰よりもきちんと行っている努力家。普段の努力はきちんと実を結んでおり、巫女選手権での実力は全国4位。
六波羅 陽子（ろくはら ようこ）
京都を要に日本の霊的守護を司る名家である六波羅家の末裔。巫女能力は秋菜と変わることはないが、唯一、体力で山岳荒行も行った秋菜に競り負け、巫女選手権2位に甘んじる。
七村 秋菜（ななむら あきな）
上記項目「七狐神社」の「七村秋菜」を参照の事。
神宮寺 八雲（じんぐうじ やぐも）
流しのイタコ。イタコの最高位「八雲」の名跡を継ぐ死霊使いの少女。形代や位牌を用いて魂魄を使役する。背中には旅支度を兼ねたつづらを背負っており、その中は自らの使役する無縁仏の位牌で埋まっている。また、各地を点々とする生活であるため、様々な伝承・説話・異端方術の類に詳しく、その「知識」に関しては八人の巫女の中でも群を抜いている。
流浪の生活を送っているためか、強烈な守銭奴である。挙句の果てには霊感商法や子供相手の詐欺同然な啖呵売に手を出し、巫女選手権には本戦出場寸前で出場禁止の処分を受けてしまった。そのため「最強巫女」の称号にこだわっており、秋菜に対して、いつもつっかかる。

### その他の登場人物
コヌマさん
時の湯の近所に住む大工の頭領。円筒ロボ型宇宙人。しょっちゅう壊れる時の湯の修理を行ってくれている。また、一家揃って時の湯のファンで常連。
千王子 露木（せんおうじ ろき）
声 - 上田陽司
和人の学校の色黒イケメン担任教師。通称「王子先生」もしくは「ロキ先生」。「ビクトリー」が口癖。担当教科は社会科の宇宙史。
かつて滅びしビクトリー星王家の末裔。母星復興のためワルキューレの力を狙う。しかし、和人とワルQのキスシーンを見たことで「ワルキューレの力を手に入れるためには（誰でもいいから）キスすること」と大いなる勘違いをして、多大にして壮大なる無駄な努力を惜しまぬバカになった。そして、とある事件をきっかけに宇宙海賊の兄弟と出会い、彼らと友誼を結んで義兄弟の間柄となる。特にこの兄弟の弟（巨人型パワードスーツを好んで利用する少年）と、よくつるむようになる。
挙句の果てにファムに排除され、前述の兄弟の元に身を寄せて宇宙海賊に身をやつし、ビクトリーパイレーツの首魁となり、宇宙海賊連合艦隊を率いてヴァルハラ星に攻め込み、黒い月の封印を解く。
アニメ版では第2期第4話のゲストキャラクター。学園惑星の教師。原作と比べると扱いが小さくなっている。
トリアム
声 - 三木眞一郎
ヴァルハラ星と軍事協定における同盟関係を持つモーラ星の王子。ワルキューレの政略結婚（見合い）相手の第一候補。ワルキューレの婚約者を自称している。
アニメ版では常に従者ロボットのアジロ（声 - 飯島肇）を連れている。結婚しても何もしないと公言したため、政治的にはヴァルハラ星に都合のいい存在なのだが、ワルキューレには嫌われている。
アニメ第1期第4話のゲストキャラ。原作ではハイドラの夢想内の1コマしか出番が無い。また、ノベライズ版第4巻にも登場。
ワルキューレ・ゴースト
声 - 緒方恵美
アニメ版（十二月の夜想曲）オリジナルキャラクター。ワルキューレにそっくりな謎の存在。妖艶な雰囲気を持ち、和人を我が物にせんと活動する。普段はコート姿だが、和人とキスすることで、ワルキューレの基本コスチュームである白いタイツとは逆の黒いタイツの姿になる。後に原作漫画における「はいだらにとり憑かれたワルキューレ」として流用された。アニメ版と漫画版では若干だが服装のデザインが異なる。
その正体はヴァルハラ星創成期における超次元災害「時のブリザード」を自らを人柱として自身の力の源の月と共に異界に封じ、その証として「刻の鍵」を遺した「失われし4つの月の皇女」の魂が「刻の鍵」の継承者（即ちワルキューレ）の心（和人と共にある事で生じた愛情）に反応して生まれたマイナス感情に融合、転化された姿。最終的に和人とワルキューレの愛の力により、時のブリザードと共に浄化された。
第3期第2話でイナルバのおしおき時空にてゲスト出演する。
はいだら（ヒュドラ）
乙橘旅館の裏山に封印されし存在。「羽人」（ワルQやハイドラなどヴァルハラ星8大皇女の事）に近づけてはならないという伝承が残されている。ふとしたこと（原因はワルQとハイドラとシロ）で封印が解け、ワルキューレに取り憑く事で絶大な力を発揮した。
ハイドラや和人、秋奈達八人の巫女を追い詰めるが、自らの内に宿るワルキューレの半分の魂を返した和人と、それによって本来の力を取り戻したワルキューレ、及び秋奈達によってハイドラの胸飾りである緑王石（グリーンエンペリウム鉱石）に封印される。しかし同時に、その正体は地球に残されたハイドラ（というよりも、過去代の黒の皇女）の半身であった事が判明する。

## アニメ
円盤皇女ワるきゅーレ
2002年7月から9月にかけて、キッズステーション・テレビ神奈川・テレビ埼玉・千葉テレビ放送・サンテレビジョンで放送された。また、2003年11月にチャンネルNECOでも放送された。
円盤皇女ワるきゅーレSPECIAL
テレビ未放送分のエピソード収録。ワるきゅーレたちが花嫁修業する話と、真田さんとハイドラのナレーション付きの第1期総集編。2003年8月23日にDVDで発売。DVD発売後、『円盤皇女ワるきゅーレ 十二月の夜想曲』最終回の翌週に、独立U局でも放送。
円盤皇女ワるきゅーレ 十二月の夜想曲
2003年（平成15年）10月から12月にかけて、中部日本放送（CBC）・テレビ神奈川・千葉テレビ放送・テレビ埼玉・サンテレビで放送された。キッズステーションでの放送はなかったが、チャンネルNECOは前シリーズに引き続き放送している。後にAT-Xでも放送されている。

当作品が放送されていた当時、中京圏と関西圏ではCBC・毎日放送（MBS）の組み合わせは既に一般化していたが、関西圏ではMBSではなくサンテレビで放送された。

なお、MBSでは同時期に『ヤミと帽子と本の旅人』（中京圏ではメ〜テレで放送）を放送していた。
円盤皇女ワるきゅーレDELUXE
第2期シリーズを「黒い十二の月」事件を中心に再編集した約90分に及ぶ総集編DVDと、アニメ新シリーズに先駆けて、八大皇女の残り3名（ファム、ネスティー、イナルバ）が登場するオリジナルドラマCD『刻（とき）の鍵伝承』の2本セット。2004年12月22日に発売。
- 収録内容
  - 第2期総集編（約90分収録・DVD）
  - ドラマCD『刻の鍵伝承』（約30分収録・CD）

円盤皇女ワるきゅーレ 星霊節の花嫁
ワるきゅーレ第3期。1、2期と違い、ディスクに1話+映像特典のみとなっている。
円盤皇女ワるきゅーレ 時と夢と銀河の宴
ワるきゅーレ第4期。本作でアニメ作品は締めとなった。

### シリーズ主要スタッフ
|                               | 第1期                     | SPECIAL    | 第2期                           | 第3期      | 第4期       |
| ----------------------------- | ------------------------- | ---------- | ------------------------------- | ---------- | ----------- |
| 原作                          | 介錯                      | 介錯       | 介錯                            | 介錯       | 介錯        |
| 原作協力・ アニメーション制作 | TNK                       | TNK        | TNK                             | TNK        | TNK         |
| 監督                          | うえだしげる              | 柳沢テツヤ | 高本宣弘                        | 高本宣弘   | 高本宣弘    |
| シリーズ構成                  | 月村了衛                  | 月村了衛   | 月村了衛                        | 月村了衛   | 月村了衛    |
| キャラクターデザイン          | 藤井まき                  | 藤井まき   | 藤井まき                        | 藤井まき   | 藤井まき    |
| アニメーション ディレクター   | 柳沢テツヤ                | 柳沢テツヤ | 柳沢テツヤ                      | 柳沢テツヤ | 柳沢テツヤ  |
| メカニックデザイン            | 村田護郎                  | 秋山英一   | 宮豊                            | 宮豊       | 宮豊        |
| UFOデザイン                   | N/A                       | N/A        | 村田護郎                        | 村田護郎   | 村田護郎    |
| 美術監督                      | 鈴木恵美                  | 鈴木恵美   | 鈴木恵美                        | 鈴木恵美   | 鈴木恵美    |
| 色彩設計                      | 小林美代子                | 植木義則   | 植木義則                        | 植木義則   | 植木義則    |
| 撮影監督                      | 久保博志                  | 沖田英一   | 天花寺伸宏                      | 沢直人     | 沢直人      |
| 編集                          | 大竹弥生                  | 櫻井崇     | 櫻井崇                          | 櫻井崇     | 櫻井崇      |
| 音響監督                      | 亀山俊樹                  | 亀山俊樹   | 亀山俊樹                        | 亀山俊樹   | 亀山俊樹    |
| 音響制作                      | オムニバスプロモーション  | N/A        | オムニバスプロモーション        | N/A        | N/A         |
| 音楽                          | 川井憲次                  | 川井憲次   | 川井憲次                        | 川井憲次   | 川井憲次    |
| 音楽プロデューサー            | 植村俊一                  | N/A        | 植村俊一                        | N/A        | N/A         |
| プロデューサー                | 霜島隆則、武智恒雄 山森篤 | N/A        | 日高功、山森篤 武智恒雄、並川敬 | N/A        | N/A         |
| 制作プロデューサー            | 冨家育子                  | N/A        | N/A                             | N/A        | N/A         |
| 製作                          | 時乃湯                    | 時乃湯別館 | 時乃湯新館                      | 時乃湯新館 | 時乃湯ANNEX |
| 製作                          | [ 注 2 ]                  | [ 注 2 ]   | [ 注 3 ]                        | [ 注 3 ]   | [ 注 3 ]    |

#### 主題歌
第1期
オープニングテーマ「愛しいかけら」
作詞・作曲 - 岡崎律子 / 編曲 - 西脇辰弥 / 歌 - メロキュア
エンディングテーマ「セーブ♥」
作詞・作曲 - 日向めぐみ / 編曲 - 水島康貴 / 歌 - 望月久代、田中理恵、西村ちなみ、千葉紗子
挿入歌「Agape」（第1、2、11、12話）
作詞・作曲 - 岡崎律子 / 編曲 - 西脇辰弥 / 歌 - メロキュア
SPECIAL
オープニングテーマ「時の小径」
歌 - 緒方恵美&望月久代
エンディングテーマ「ラブピー!」
作詞 - 森永たまち / 作曲・編曲 - 宮原恵太 / 歌 - 望月久代
挿入歌「Agape（水の惑星Ver.）」
作詞・作曲 - 岡崎律子 / 編曲 - 西脇辰弥 / 歌 - メロキュア
十二月の夜想曲
オープニングテーマ「めぐり逢い」
作詞・作曲 - 岡崎律子 / 編曲 - 西脇辰弥 / 歌 - メロキュア
エンディングテーマ
「マーブル」（第1～11話）
作詞・作曲 - 日向めぐみ / 編曲 - Blues T / 歌 - 望月久代、田中理恵、西村ちなみ、千葉紗子
「ALL IN ALL」（第12話）
作詞・作曲 - 岡崎律子 / 編曲 - 西脇辰弥 / 歌 - メロキュア
挿入歌
「Shining」（第7話）
作詞 - 土屋璃音 / 作曲 - 松田信男 / 歌 - ライネ　
「晴れのち晴れ」（第7話）
作詞 - 土屋璃音 / 作曲 - 松田信男 / 歌 - 白い三角定規、
「PASSION」（第7話）
作詞 - 土屋璃音 / 作曲 - 草野よしひろ / 歌 - 秋菜
「お気楽音頭」（第7話）
作詞 - 土屋璃音 / 作曲 - 松田信男 / 歌 - コーラス
「Suki-Suki-Suki 〜和な感じ〜」（第7話）
作詞 - 小林和子 / 作曲 - 上松範康 / 編曲 - 島田充 / 歌 - ワるきゅーレ
「臘月の皇女」（第7話、第12話）
作詞 - 月村了衛 / 作曲・編曲 - 川井憲次 / 歌 - ワルキューレ&ワルキューレ・ゴースト
星霊節の花嫁
オープニングテーマ「夏の向こう側」
作詞・作曲 - 日向めぐみ / 編曲 - 亀山耕一郎 / 歌 - 日向めぐみ
エンディングテーマ
「宇宙の花」（第1～5話）
作詞・作曲・編曲 - ジョー・リノイエ / 歌 - 井上喜久子、門脇舞、浅川悠
「あなたの花嫁になりたい」（第6話）
歌 - ワルキューレ（緒方恵美）
挿入歌「Agape」（第3、5話）
作詞・作曲 - 岡崎律子 / 編曲 - 西脇辰弥 / 歌 - メロキュア
時と夢と銀河の宴
オープニングテーマ「One Kiss」
作詞 - 田形美喜子 / 作曲・編曲 - 吉川慶 / 歌 - 佐々木ゆう子
エンディングテーマ「それから」
作詞 - 三重野瞳 / 作曲 - 川上次郎 / 編曲 - 野中則夫 / 歌 - 時野和人（鈴村健一）

#### 各話リスト
| 話数             | サブタイトル               | 脚本     | 絵コンテ             | 演出         | 作画監督                   |
| 第1期            | 第1期                      | 第1期    | 第1期                | 第1期        | 第1期                      |
| ---------------- | -------------------------- | -------- | -------------------- | ------------ | -------------------------- |
| 1                | 天女のいる銭湯             | 月村了衛 | うえだしげる         | うえだしげる | 柳沢テツヤ                 |
| 2                | 変身皇女ワルキューレ       | 月村了衛 | わだへいさく         | わだへいさく | しまだひであき             |
| 3                | 猫耳侍女長真田さん         | 月村了衛 | わだへいさく         | うえだしげる | 大島美和                   |
| 4                | 君の羽根がめざすもの       | 榎戸洋司 | 高本宣弘             | 林有紀       | 佐々木敏子                 |
| 5                | リカちゃん歳時記           | 月村了衛 | 阿部雅司             | 阿部雅司     | しまだひであき             |
| 6                | 姫様メモリアル             | 月村了衛 | 古川政美             | 古川政美     | 竹内進二                   |
| 7                | 脱線皇女ライネ             | 月村了衛 | 菊池一仁             | 中川聡       | 藤井まき                   |
| 8                | 猫耳慰安旅行               | 月村了衛 | 高本宣弘             | 山崎茂       | 塩川貴史                   |
| 9                | 秋菜小変身                 | 月村了衛 | 冨永恒雄             | 林有紀       | 佐々木敏子                 |
| 10               | 通販で小惑星を買った話     | 月村了衛 | 菊池一仁             | 高山功       | 佐藤陵                     |
| 11               | 時乃湯宇宙別館             | 月村了衛 | 古川政美             | 政木伸一     | 藤田正幸                   |
| 12               | ワるきゅーレ夢幻騎行       | 月村了衛 | うえだしげる         | うえだしげる | 藤井まき                   |
| SPECIAL          |                            |          |                      |              |                            |
| 1                | 七転八倒花嫁修行           | 月村了衛 | 柳沢テツヤ           | 新田義方     | 藤井まき                   |
| 十二月の夜想曲   |                            |          |                      |              |                            |
| 1                | 時の鍵                     | 月村了衛 | 高本宣弘             | 高本宣弘     | 川口理恵                   |
| 2                | 機械皇女コーラス           | 月村了衛 | 柳沢テツヤ           | 小林浩輔     | 中島美子                   |
| 3                | 電波皇女コーラス           | 月村了衛 | 岩崎太郎             | 岩崎太郎     | 堤弘子                     |
| 4                | 学園惑星の乙女たち         | 月村了衛 | そーとめこういちろう | 花井信也     | 田中正弥                   |
| 5                | ワルキューレ・ゴースト     | 月村了衛 | 川崎逸朗             | 下司泰弘     | 柳沢テツヤ                 |
| 6                | メーム夜間飛行             | 月村了衛 | 玉井公子             | 夕澄慶英     | 石橋有希子                 |
| 7                | 第一次スーパーカラオケ大戦 | 月村了衛 | 南康宏               | 小林浩輔     | 関口雅浩 竹内昭 木下由美子 |
| 8                | 猫耳八甲田山               | 月村了衛 | 岩崎太郎             | 岩崎太郎     | 堤弘子                     |
| 9                | 最強超女アキドラ           | 月村了衛 | 誌村宏明             | 花井信也     | 塩川貴史                   |
| 10               | 黒い十二の月               | 月村了衛 | 青木新一郎           | 青木新一郎   | 添田直子                   |
| 11               | 失われた四皇女             | 月村了衛 | 玉井公子             | 夕澄慶英     | 石橋有希子                 |
| 12               | 天翔けるワルキューレ       | 月村了衛 | 高本宣弘             | 高本宣弘     | 倉嶋丈康                   |
| 星霊節の花嫁     |                            |          |                      |              |                            |
| 1                | 乙女と眼鏡の関係について   | 月村了衛 | 高本宣弘             | 高本宣弘     | 石橋有希子                 |
| 2                | 裁きの女神 イナルバ        | 月村了衛 | 高本宣弘             | 新田義方     | 川口理恵                   |
| 3                | 猫耳頭巾参上               | 月村了衛 | 北華裕行             | 奥村吉昭     | 内原茂                     |
| 4                | ライネ・ライネ・ライネ     | 月村了衛 | 高本宣弘             | あおきえい   | 桜井正明                   |
| 5                | 家出皇女ワルキューレ       | 月村了衛 | 高本宣弘             | 田中基樹     | 石橋有希子                 |
| 6                | 天空閣結婚式城の攻防       | 月村了衛 | 高本宣弘             | 高本宣弘     | 藤井まき                   |
| 時と夢と銀河の宴 |                            |          |                      |              |                            |
| 1                | ワルキューレ大同窓会       | 月村了衛 | 高本宣弘             | 高本宣弘     | 石橋有希子                 |
| 2                | 願い星、想い星             | 月村了衛 | 柳沢テツヤ           | 柳沢テツヤ   | 石橋有希子                 |

#### 放送局
| 放送地域 | 放送局         | 放送区分 | 放送期間             | 放送日時           |
| -------- | -------------- | -------- | -------------------- | ------------------ |
| 日本全域 | KIDS STATION   | CS放送   | 2002年7月4日 - 9月   | 木曜 23:30 - 24:00 |
| 神奈川県 | TVK            | UHF系    | 2002年7月13日 - 10月 | 土曜 24:45 - 25:15 |
| 千葉県   | 千葉テレビ     | UHF系    | 2002年7月14日 - 10月 | 日曜 23:30 - 24:00 |
| 埼玉県   | テレビ埼玉     | UHF系    | 2002年7月14日 - 10月 | 日曜 24:20 - 24:50 |
| 兵庫県   | サンテレビ     | UHF系    | 2002年7月15日 - 10月 | 月曜 25:10 - 25:40 |
| 日本全域 | チャンネルNECO | CS放送   | 2003年11月 -         |                    |

| 放送地域 | 放送局     | 放送区分 |
| -------- | ---------- | -------- |
| 千葉県   | ちばテレビ | UHF系    |
| 埼玉県   | テレビ埼玉 | UHF系    |
| 神奈川県 | TVK        | UHF系    |
| 兵庫県   | サンテレビ | UHF系    |

| 放送地域   | 放送局         | 放送区分 | 放送期間                   |
| ---------- | -------------- | -------- | -------------------------- |
| 中京広域圏 | 中部日本放送   | JNN系    | 2003年10月 - 12月          |
| 神奈川県   | TVK            | UHF系    | 2003年10月 - 12月          |
| 千葉県     | ちばテレビ     | UHF系    | 2003年10月 - 12月          |
| 埼玉県     | テレビ埼玉     | UHF系    | 2003年10月 - 12月          |
| サンテレビ |                | UHF系    | 2003年10月 - 12月          |
| 日本全域   | チャンネルNECO | CS放送   | ワるきゅーレに引き続き放送 |

## ラジオ
- 円盤皇女ワるきゅーレ モッチー・ちなちなのラジオワるQ
  - パーソナリティ：西村ちなみ、望月久代
  - 放送局：ラジオ大阪・茨城放送（2002年4月 - 2004年3月）
- 千葉紗子・西村ちなみの円盤皇女ワるきゅーレ アキドラジオ
  - パーソナリティ：西村ちなみ、千葉紗子
  - 放送局：TE-A room（2004年10月 - 2005年10月）

## 商品一覧
ガンガンコミックス
- 円盤皇女ワるきゅーレ (1) 2002年（平成14年）6月22日 ISBN 4-7575-0722-4
- 円盤皇女ワるきゅーレ (2) 2003年（平成15年）2月22日 ISBN 4-7575-0877-8
- 円盤皇女ワるきゅーレ (3) 2003年（平成15年）9月22日 ISBN 4-7575-1035-7
- 円盤皇女ワるきゅーレ (4) 2003年（平成15年）12月22日 ISBN 4-7575-1112-4
- 円盤皇女ワるきゅーレ (5) 2004年（平成16年）9月21日 ISBN 4-7575-1276-7
- 円盤皇女ワるきゅーレ (6) 2005年（平成17年）4月22日 ISBN 4-7575-1412-3
- 円盤皇女ワるきゅーレ (7) 2005年（平成17年）9月22日 ISBN 4-7575-1544-8
- 円盤皇女ワるきゅーレ (8) 2006年（平成18年）3月22日 ISBN 4-7575-1639-8
- 円盤皇女ワるきゅーレ (9) 2006年（平成18年）9月22日 ISBN 4-7575-1775-0
- 円盤皇女ワるきゅーレ (10) 2007年（平成19年）3月22日 ISBN 978-4-7575-1966-4
- 円盤皇女ワるきゅーレ (11) 2007年（平成19年）10月22日 ISBN 978-4-7575-2130-8

DVD
- 円盤皇女ワるきゅーレ 第1巻 （ZMBZ-1471）
- 円盤皇女ワるきゅーレ 第2巻 （ZMBZ-1472）
- 円盤皇女ワるきゅーレ 第3巻 （ZMBZ-1473）
- 円盤皇女ワるきゅーレ 第4巻 （ZMBZ-1474）
- 円盤皇女ワるきゅーレ 第5巻 （ZMBZ-1475）
- 円盤皇女ワるきゅーレ 第6巻 （ZMBZ-1476）
- 円盤皇女ワるきゅーレ SPECIAL （ZMBZ-1578）
- 円盤皇女ワるきゅーレ 十二月の夜想曲 第1巻 （ZMBZ-1734）
- 円盤皇女ワるきゅーレ 十二月の夜想曲 第2巻 （ZMBZ-1735）
- 円盤皇女ワるきゅーレ 十二月の夜想曲 第3巻 （ZMBZ-1736）
- 円盤皇女ワるきゅーレ 十二月の夜想曲 第4巻 （ZMBZ-1737）
- 円盤皇女ワるきゅーレ 十二月の夜想曲 第5巻 （ZMBZ-1738）
- 円盤皇女ワるきゅーレ 十二月の夜想曲 第6巻 （ZMBZ-1739）
- 円盤皇女ワるきゅーレ DELUXE （ZMBZ-1893）

十二月の夜想曲ダイジェスト収録。
- 円盤皇女ワるきゅーレ 星霊節の花嫁 第1巻 （ZMBZ-1894）
- 円盤皇女ワるきゅーレ 星霊節の花嫁 第2巻 （ZMBZ-1895）
- 円盤皇女ワるきゅーレ 星霊節の花嫁 第3巻 （ZMBZ-1896）
- 円盤皇女ワるきゅーレ 星霊節の花嫁 第4巻 （ZMBZ-1897）
- 円盤皇女ワるきゅーレ 星霊節の花嫁 第5巻 （ZMBZ-1898）
- 円盤皇女ワるきゅーレ 星霊節の花嫁 第6巻 （ZMBZ-1899）
- 円盤皇女ワるきゅーレ DVD-BOX（ZMBZ-2901）

第1期全12話収録。
- 円盤皇女ワるきゅーレ 時と夢と銀河の宴 第1巻 （ZMBZ-2911）
- 円盤皇女ワるきゅーレ 時と夢と銀河の宴 第2巻 （ZMBZ-2912）

CD
- 愛しいかけら（円盤皇女ワるきゅーレ 第1期オープニングテーマ）
- 円盤皇女ワるきゅーレ オリジナル・サウンドトラック あんど…♡
- 円盤皇女ワるきゅーレ "たいせつなモノあげちゃいました！？"ソング・アルバム
- 円盤皇女ワるきゅーレ ワルキューレ宇宙大歌劇
- 円盤皇女ワるきゅーレ フォーウェディング
- めぐり逢い（円盤皇女ワるきゅーレ 十二月の夜想曲オープニングテーマ）
- 円盤皇女ワるきゅーレ 十二月の夜想曲 大宇宙的音楽集（ユニバーサル ミュージック）
- 円盤皇女ワるきゅーレ 十二月の夜想曲 キャラクターマキシ1 ワるきゅーレ
- 円盤皇女ワるきゅーレ 十二月の夜想曲 キャラクターマキシ2 真田さん
- 円盤皇女ワるきゅーレ 十二月の夜想曲 キャラクターマキシ3 時野リカ
- 円盤皇女ワるきゅーレ 十二月の夜想曲 キャラクターマキシ4 七村秋菜
- 円盤皇女ワるきゅーレ 十二月の夜想曲 キャラクターマキシ5 ハイドラ
- 円盤皇女ワるきゅーレ 十二月の夜想曲 キャラクターマキシ6 ライネ
- 円盤皇女ワるきゅーレ 十二月の夜想曲 キャラクターマキシ7 コーラス
- 円盤皇女ワるきゅーレ キャラソンBEST!
- 円盤皇女ワるきゅーレ ワるきゅーレ短編喜劇全集
- 円盤皇女ワるきゅーレ 星霊節の花嫁 OP&ED主題歌マキシシングル
- 円盤皇女ワるきゅーレ 主題歌・挿入歌をほぼ完全収録
- 円盤皇女ワるきゅーレ 時と夢と銀河の宴 OP&ED主題歌マキシシングル

MF文庫J
著・雑賀匡
- 円盤皇女ワるきゅーレ 美女の惑星★大混戦! ISBN 4-8401-0633-9
- 円盤皇女ワるきゅーレ 星の卵★大争奪戦!! ISBN 4-8401-0699-1
- 円盤皇女ワるきゅーレ 魔法の国★大妄想戦!!! ISBN 4-8401-0792-0
- 円盤皇女ワるきゅーレ 激走★宇宙船大レース! ISBN 4-8401-0889-7

ムック
- 円盤皇女ワるきゅーレ TVアニメ メモリアルファンブック

アニメ版第1期の設定資料集。

## 備考
本作のメインの舞台である時乃湯のモチーフとなったのは東京都練馬区石神井台にある『たつの湯』であり、外見や銭湯の中まで完全に再現している他、第1期DVD4巻の映像特典では望月久代と西村ちなみがたつの湯を訪れている。
千葉テレビでアニメ第1期の第11話放送時、オープニング冒頭で5秒ほど音が出ないという放送事故が発生した。
アニメ版の秋菜（及び、アキドラ時のハイドラ）が唱える七狐神社の祝詞は、月村了衛が脚本を担当した『朝霧の巫女』でヤガレナ側が使う穢れ祝詞のセルフパロディ（固有名詞を除けば同一の物）である。なお、ハイドラ役の西村ちなみは同作で穢れ祝詞を唱える黄昏の巫女、白山菊里（しらやま・くくり）役を演じていた。